# Prodromus Systematis Aroidearum
Prodromus Systematis Aroidearum (abreviado Prodr. Syst. Aroid.) es un libro con ilustraciones y descripciones botánicas que fue escrito por el botánico y horticultor austriaco Heinrich Wilhelm Schott y publicado en Viena en el año 1860.